# Sound Mountain Sessions
Sound Mountain Sessions ist eine 2012 erschienene EP der US-amerikanischen Hardrock-Band Lynch Mob.

## Entstehungsgeschichte
Im Jahr 2009 hatte Lynch Mob das von der Kritik zwar positiv aufgenommene Album Smoke and Mirrors aufgenommen und veröffentlicht, es fand jedoch keine besondere Beachtung und war kommerziell nicht besonders erfolgreich. Bereits für diese Aufnahme hatte die Band sich vorgenommen, keiner konkreten Marschrichtung zu folgen. Bei den Aufnahmen für Sound Mountain Sessions wurde dieses Vorhaben in die Tat umgesetzt: Die Lieder entstanden aus Jams, wurden also mehr oder weniger aus spontanen Ideen heraus entwickelt und aufgenommen.
Das Schlagzeug spielte der Gitarrist, Sänger und Schlagzeuger Chris Collier, der in den Bergen von Leona Valley in Südkalifornien in einer Höhle lebt und der Gruppe von Einheimischen empfohlen wurde, als sie nach einem Toningenieur für die Aufnahmen suchte.

## Titelliste
1. 5:12 – Slow Drag
2. 5:25 – World of Chance
3. 4:20 – City of Freedom
4. 4:11 – Sucka

## Rezeption
Rocks schrieb über die EP, die Band setze „mit den vier Songs dieser EP ein Ausrufezeichen.“ Die Titel Sucka, Slow Drag und City of Freedom machten „dort weiter, wo der Mob in den frühen Neunzigern nach Wicked Sensation und Lynch Mob viel zu früh den Kopf in den Sand gesteckt“ hätten. In „dieser Qualität“ sei die EP „eine faustdicke Überraschung.“